# Isoroku Yamamoto
Isoroku Yamamoto (japanska: 山本五十六, Yamamoto Isoroku), född 4 april 1884 i Nagaoka, död 18 april 1943 i Buin, var en japansk sjömilitär, mest känd som överbefälhavare för den Kejserliga japanska flottan under andra världskrigets första år.

## Födsel och familjebakgrund
Yamamotos efternamn från födseln var Takano, och hans förnamn (som betyder "56" på japanska) kommer från hans fars ålder vid hans födsel.
1916 adopterades Isoroku in i Yamamotofamiljen, en ansedd samurajsläkt i Nagaoka. Han fick således efternamnet "Yamamoto". Adopterandet av dugliga söner in i barnlösa familjer var en vanlig sed bland samurajer i dåtidens Japan. Han gifte sig 1918 med Reiko Mihashi och fick två söner samt två döttrar.

## Tidig karriär; vice marinminister och överbefälhavare
1904 utexaminerades Yamamoto från Kejserliga japanska flottakademien och togs i tjänst som sjöman på pansarkryssaren Nisshin. Vid slaget vid Tsushima 1905 under det rysk-japanska kriget förlorade han två fingrar när kryssaren träffades upprepade gånger av ryskt artilleri. Efter kriget genomgick han officersstudier vid marinhögskolan 1914 och examinerades 1916 som örlogskapten.
Under 1920- och 30-talen, då den japanska nationalismen växte sig allt starkare, tillhörde Yamamoto de officerare som motsatte sig krig såväl med Kina som med de västeuropeiska makterna, och speciellt USA där Yamamoto varit student och marinattaché. Yamamoto förespråkade en stark flotta, och särskilt en med goda marinflygsstridskrafter, i motsats till arméns önskemål om en lättare flotta som skulle tjäna som transportör för markstridskrafter.
Efter att ha befordrats till kommendör 1923 deltog han i den delegation som 1924 besökte Naval War College i USA. Samma år ändrade han också sin specialinriktning från sjöartilleri till marinflyg. Efter att ha fått sin första befälsroll ombord på den lätta kryssaren Isuzu 1928 fick han så slutligen befäl över det som passade hans passion för marinflyg allra bäst: hangarfartyget Akagi.
I november 1929 blev han åter befordrad, nu till konteramiral, och 1934 blev han viceamiral. Som vice marinminister från 1936 fann han sig återigen på kollisionskurs med den aggressiva Japanska armén. Han motsatte sig starkt den invasion av Kina som Japan inledde 1937, och tillsammans med ett antal andra officerare i flottan (främst Mitsumasa Yonai och Shigeyoshi Inoue) var han också högljudd motståndare till en allians med Italien och Nazityskland. På grund av detta blev han snart ett mål för mordförsök från militaristiska och ultranationalistiska officerare. Som en av sina sista åtgärder som marinminister placerade Yonai Yamamoto som överbefälhavare för den kombinerade flottan 1939. Yonai försökte med detta motverka att Yamamoto mördades; han var övertygad om att om Yamamoto förblev i land skulle han vara död innan 1939 var slut.

## Andra världskriget
Yamamoto blev amiral i november 1940, detta trots det faktum att general Hideki Tojo, en gammal motståndare till Yamamoto, kort därefter blev premiärminister. I och med ultranationalisten Tojos utnämning till premiärminister var Japans framtid i princip beseglad. Yamamoto började, trots sina reservationer, förbereda ett preventivkrig mot USA. Han satte igång med att genomföra flera omfattande omorganisationer av den Japanska flottan, bland annat genom att gruppera samman alla Japans sex hangarfartyg i en enda samlad styrka. Samtidigt som detta gav möjligheter till överväldigande offensiva attacker gjorde det också de ytterst dyrbara hangarfartygen till ett mycket lättare mål (något som skulle visa sig under slaget vid Midway 1942).
I början av 1941 gick Yamamoto ännu längre och föreslog en total omstrukturering av hela flottans doktrin. Den tidigare strategin, som gick ut på att USA:s flottstridskrafter skulle nötas ut av lätta fartyg och ubåtar, övergavs till förmån för en offensiv tung hangarfartygsstyrka med nya, moderna flygplan. Denna skulle först, med ett överraskningsanfall, försvaga de amerikanska flottstridskrafterna för att sedan slutligt besegrade dem i en avgörande strid. Yamamoto var smärtsamt medveten om den amerikanska industrins stora överlägsenhet över den japanska; om Japan skulle ha någon chans till seger måste USA:s flotta snabbt slås ut. Därmed var allt upplagt för attacken mot Pearl Harbor.
Även om attacken mot Pearl Harbor på Hawaii vid första anblicken var en succé som hade uppfyllt alla uppsatta mål (fyra amerikanska slagskepp sänktes och närmare 200 flygplan förstördes) och USA inte skulle kunna störa japanska flottans förflyttningar på många månader var realiteten en annan. Samtliga amerikanska hangarfartyg hade undkommit attacken eftersom de var till sjöss då attacken skedde. Dessutom bombade inte de japanska flygplanen Pearl Harbors (eller övriga Hawaiis) avsevärda oljeförråd, något som allvarligt skulle ha kunnat hota den amerikanska Stillahavsflottans framtid. Slutligen, och åtminstone för Yamamoto allvarligast, hade inte Japans krigsförklaring kommit fram i tid före angreppet. Därmed hade Yamamotos förhoppningar att förhandla om en snabb fred grusats, eftersom han korrekt förutsåg att USA skulle vara hämndlystet efter en attack i fredstid.
Under resten av 1941 och början av 1942 fortsatte Yamamotos styrka med att verkställa de direktiv man satt upp i samverkan med armén. Brittiska, amerikanska och nederländska mål anfölls från Wake Island i norr till Australien i söder och ända till Ceylon i väst. Det brittiska slagskeppet HMS Prince of Wales och slagkryssaren HMS Repulse sänktes. Japanska armén avancerade in i Burma och erövrade Filippinerna, Nederländska Ostindien samt en mängd små öar i Stilla havet. Men inget av detta ledde till några avgörande segrar, och Yamamoto beslutade sig därför för att dra samman huvuddelen av hela den Japanska flottan (däribland fyra hangarfartyg) i ett försök att slutligen krossa den amerikanska flottan och de hangarfartyg som undkommit vid Pearl Harbor.
Slaget vid Midway blev en katastrof för japanerna. Samtliga fyra hangarfartyg som deltog i slaget sänktes. Yamamoto hade låtit sin sista chans att besegra amerikanerna, eller åtminstone försena dem tills man hunnit förstärka sina nyligen ockuperade områden, glida honom ur händerna. Japan skulle aldrig mer på allvar utmana den amerikanska flottan.

## Död

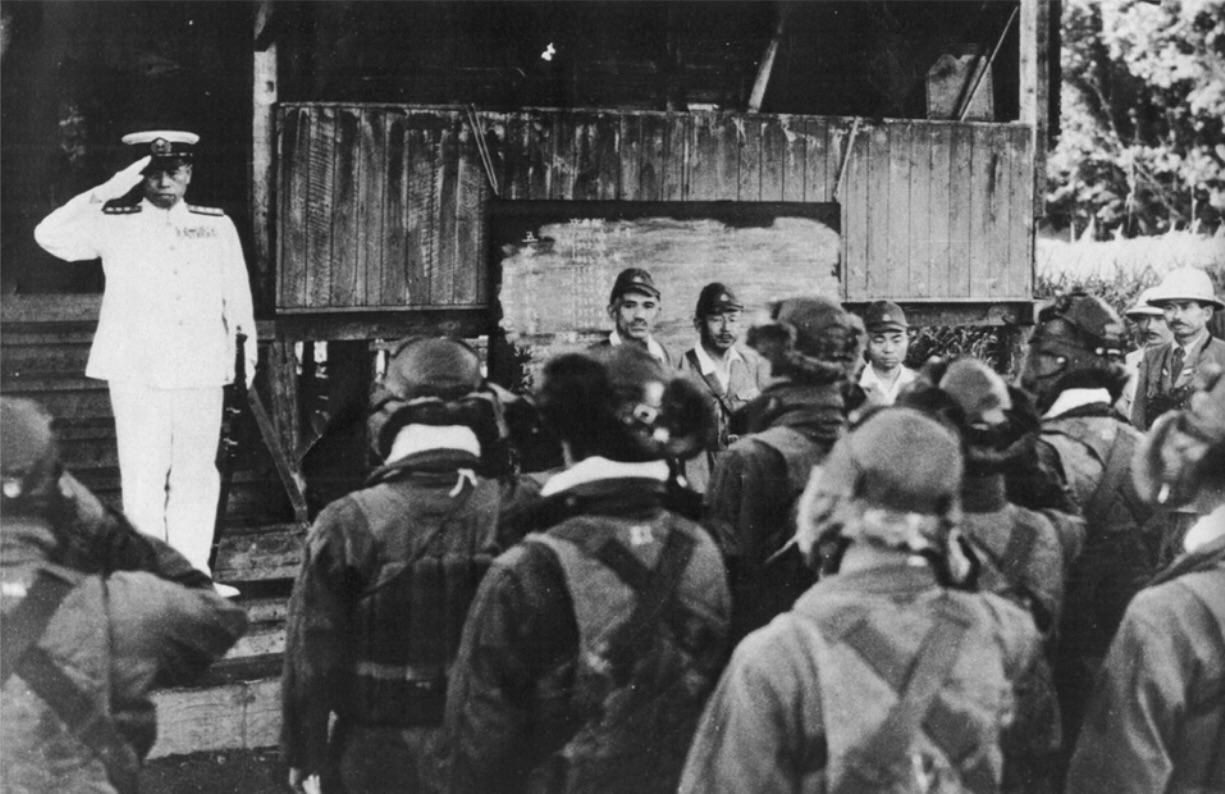
Den sista bilden av Yamamoto, tagen några timmar före hans död den 18 april 1943.

I april 1943 gav sig Yamamoto ut på en inspektionsresa till samtliga förband stationerade i Södra Stillahavsområdet. Amerikanerna hade dock knäckt japanernas radiokod och snappade upp ett meddelande som i detalj beskrev Yamamotos planerade rutt. Amiral Chester W. Nimitz beordrade, efter en kort konsultation med amiral William Halsey (befälhavare för de amerikanska styrkorna i södra Stilla Havet) att en skvadron P-38 Lightning-plan skulle sändas för att skjuta ned Yamamotos plan. Yamamoto, vars plan bara eskorterades av sex stycken Mitsubishi A6M Zeroes, blev snart beskjuten och hans plan kraschade i djungeln.
Nästa dag hittades platsen för kraschen, och även Yamamotos kropp, strax norr om Buin, Papua Nya Guinea av japanska styrkor. Hans kropp fördes tillbaka till Japan, där den kremerades och delar av hans aska begravdes på Tama begravningsplats i Tokyo.